# مایکل تراتون
مایکل تراتون (انگلیسی: Michael Troughton؛ زادهٔ ۲ مارس ۱۹۵۵) بازیگر، آموزگار و نویسنده اهل بریتانیا است.
از فیلم‌ها یا برنامه‌های تلویزیونی که وی در آن نقش داشته‌است، می‌توان به دکتر هو، شهر هالبی، خانواده من، تلفات، شاهد خاموش، داستان‌های باورنکردنی و معما اشاره کرد.